# Skogssmalbi
Skogssmalbi (Lasioglossum rufitarse) är en biart som först beskrevs av Johan Wilhelm Zetterstedt 1838. Skogssmalbi ingår i släktet smalbin, och familjen vägbin. Inga underarter finns listade i Catalogue of Life.

## Beskrivning
Skogssmalbiet är ett tämligen litet, slankt, svart bi med utåtstående clypeus (munsköld) och panna, mest framträdande hos hanen. Han har också en ljusgul spets på munskölden, svart till gulbrun överläpp och gulbruna käkar. Även hanens antenner kan ha gulbrun undersida. Vingarna är halvgenomskinliga med brunorange ribbor och brun vingbas. Några vita hårband på tergiterna, som annars är vanliga hos många av släktets arter, saknas hos båda könen. Däremot har hanen vita hår på sidorna av sternit 2. Längden uppgår till omkring 7 mm för honan, mellan 6 och 7 mm för hanen.

## Ekologi
Habitatet utgörs av företrädesvis alpina skogsbiotoper som skogsvägar, skogsbryn och -gläntor samt bergsängar.
Arten är polylektisk, den flyger till blommande växter från många familjer, som korgblommiga växter, rosväxter, ljungväxter och ranunkelväxter. Honorna flyger mellan april och oktober, hanarna mellan juli och september. De befruktade honorna övervintrar. Arten är solitär: Honan konstruerar ensam larvbona i rotvältor, dikeskanter och klippskrevor, och fyller dem med nektar och pollen som näring för larven. Det förekommer att bona parasiteras av rostblodbi eller ängsgökbi som lägger sina ägg i värdartens larvbon, ett ägg i varje larvcell. Blodbihonan förstör värdägget eller de nykläckta värdlarverna redan vid äggläggningen, medan gökbiets larver själva dödar värdäggen eller värdlarverna. För båda typerna av parasiter lever larverna därefter av den insamlade näringen..

## Utbredning
Utbredningsområdet sträcker sig från Brittiska öarna över Europa och  Asien via Kaukasus, nordvästra Iran, Centralasien och nordvästra Kina till Nordkorea och Kamchatka. Söderut går den till Alperna och Pyreneerna, norrut till 67°N i Finland. Den finns också i Nordamerika (Alaska till Labrador och söderut till Ontario och Michigan).
I Finland finns den i hela landet, med en koncentration på Åland och sydkusten.
I Sverige finns den i skogsområden i hela landet, med undantag för fjällvärlden.

## Status
Arten är klassificerad som livskraftig ("LC") både globalt, i Finland, och i Sverige.